# Benicolet
Benicolet é um município da Espanha na província de Valência, Comunidade Valenciana. Tem 11,3 km² de área e em 2021 tinha 587 habitantes (densidade: 51,9 hab./km²).

## Demografia
| Variação demográfica do município entre 1991 e 2004 | Variação demográfica do município entre 1991 e 2004 | Variação demográfica do município entre 1991 e 2004 | Variação demográfica do município entre 1991 e 2004 |
| --------------------------------------------------- | --------------------------------------------------- | --------------------------------------------------- | --------------------------------------------------- |
| 1991                                                | 1996                                                | 2001                                                | 2004                                                |
| 494                                                 | 501                                                 | 509                                                 | 517                                                 |